# Кофейня М. В. Стефаньева
Кофейня М. В. Стефаньева — памятник архитектуры местного значения в Нежине. Сейчас здесь размещается Нежинский городской молодёжный центр, ранее редакция газеты «Нежинский вестник». 

## История
Изначально был внесён в «список памятников архитектуры вновь выявленных» под названием Кофейня Стефаньева.
Приказом Министерства культуры и туризма от 21.12.2012 № 1566 присвоен статус памятник архитектуры местного значения с охранным № 10060-Чр под названием Кофейня М. В. Стефаньева. Установлена информационная доска.

## Описание
Кофейня М. В. Стефаньева — пример гражданской архитектуры, фасадной застройки улицы Старого Города Нежина период 18-19 веков. По своим архитектурным формам и пропорциям гармонично вписывается в окружающею историко-архитектурную среду.
Дом построен в конце 18 — начале 19 веков. Был показан на плане 1802 года. Подвержен нескольким перестройкам: в конце 19 века изменена архитектура артикуляции фасадов, в конце 20 века изменено планирование при приспособлении для современных нужд. В 19 веке был добавлен аттик, перемычки оконных проёмов стали лучковые. Главный фасад направлен к парку 19 века перед Николаевским собором. Изначально дом был краеугольным, торец (северный) выходил на небольшой переулок (ликвидирован в 19 веке во время укрупнений кварталов).
Здесь размещалась редакция газеты «Під прапором Леніна» (типография была в доме № 3А Советской улицы). В 1919 году начала издаваться газета под названием «Известия-Вісті», несколько раз сменялось название, с 1963 года — «Під прапором Леніна».
Одноэтажный, каменный, оштукатуренный (кроме северного торца), прямоугольный в плане дом на подвале, с четырёхскатной крышей, с ризалитом с южного торца. Изначально планирование было секционным и состояло из двух объёмов, между которыми со стороны двора сделан уступ. Фасад увенчан аттиком с лепным декором. Углы фасада акцентированы пилястрами (главного фасада —  рустованными пилястрами), четырёхугольные лучковые оконные проёмы. Изначально планирование анфиладное, частично сохранилось в дворовой секции.